# Лифт
Лифтът е въжена транспортна линия, която превозва хора или товари, както на разстояние, така и на височина.
В най-честата си форма лифтът се среща като планинско съоръжение, което служи за изкачване на стръмни склонове, които иначе изискват изграждане на инфраструктура, нарушаване на естествения релеф и на екологичното равновесие и много повече време и енергия за преодоляването им.
Най-често срещаните видове пътнически лифтове са:
- с кабинки (най-често закрити) и
- със седалки (пейки).

Товарните лифтове обикновено придвижват:
- вагонетки за товари – например превоз на руда от рудник до обогатителна фабрика, или
- самите товари – например дървени трупи при дърводобив.

Лифтовото съоръжение се състои най-често от 2 станции на крайните пунктове с множество стълбове между тях, между които се придвижват кабинките/седалките с помощта на стоманено въже, което от своя страна се върти около 2 макари, разположени в двата крайни пункта.
От 2010 г. в Швейцарските Алпи действа първият (и единствен) двуетажен кабинков лифт с открит горен етаж, което позволява на туристите безпрепятствено да наблюдават околната панорама. Капацитетът на кабинката е 60 души.

## Най-разпространени видове лифтове
- с неоткачащи се седалки / кабинки
- с откачащи се седалки / кабинки
- с ускорителна лента (за седалковите)
- с предпазен шлем (за седалковите)